# ازود
اُزود، روستایی است از توابع بخش مرکزی شهرستان سوادکوه در استان مازندران ایران.

## جمعیت
این روستا در دهستان راستوپی قرار دارد و براساس سرشماری مرکز آمار ایران در سال ۱۳۸۵، جمعیت آن زیر سه خانوار بوده‌است.